# Legenda o Favignanie
Legenda o Favignanie – XIX-wieczna legenda tłumacząca powstanie mafii.
Legenda mówi o trzech rycerzach hiszpańskich, Osso, Mastrosso i Carcagnosso, którzy osiedli na wyspie Favignana w pobliżu Sycylii, uciekając przed odpowiedzialnością za zabicie gwałciciela jednej z kobiet. Rycerze przez 29 lat mieli tam tworzyć kodeks „ludzi honoru”, po czym udali się osobno na Sycylię, do Kalabrii i Neapolu, gdzie założyć mieli Cosa Nostrę, ’Ndranghetę i Camorrę.